# José Maria Correia de Sá e Benevides
José Maria Correia de Sá e Benevides (Campos dos Goytacazes, 7 de junho de 1833 — São Paulo, 10 de abril de 1901) foi um político brasileiro.
Foi presidente das províncias de Minas Gerais, de 14 de maio de 1869 a 26 de maio de 1870, e do Rio de Janeiro, de 1 de junho a 27 de outubro de 1870.